# Talaimannar Lighthouse
Talaimannar Lighthouse, gelegentlich auch Mannar Island Lighthouse, ist ein Leuchtturm (englisch Lighthouse) in der Nordprovinz von Sri Lanka. Er steht in Talaimannar, einem Ort auf der Insel Mannar.

## Geschichte
Ab 1914 war Talaimannar Ausgangspunkt für eine Fähre über die Palkstraße zum indischen Dhanushkodi. In unmittelbarer Nähe zur Pier wurde ein Jahr später der 16,8 m hohe Leuchtturm in Betrieb genommen. Wegen einer weiter westlich gelegenen und ehemaligen Leuchtbake wird der Turm mitunter auch als New Talaimannar Lighthouse bezeichnet.
Im Dezember 1964 zerstörte ein Zyklon die Pieranlagen in beiden Häfen. Nachdem Dhanushkodi nicht wieder aufgebaut wurde, verkehrte die Fähre später nach Rameswaram. Durch den Bürgerkrieg in Sri Lanka wurde die Verbindung in den 1980er Jahren jedoch endgültig eingestellt und der Leuchtturm seinem Schicksal überlassen.
Nach dem Ende des Bürgerkriegs wurden die Antipersonenminen in dem Gebiet geräumt und der Leuchtturm anschließend restauriert. Er zeigt als Kennung jetzt wieder einen weißen Blitz mit einer Wiederkehr von 5 Sekunden.